# وادي الخويش
وادي الخويش من أودية نجد المشهورة. يقع الوادي في مدينة شقراء بمنطقة الرياض، على بعد 85 كيلو متر إلى الشمال الغربي منها، وتكثر به أشجار الطلح الكبيرة الصالحة للاستظلال. وحين هطول الأمطار يجري الوادي تجاه روضة خريم بمحافظة رماح.

## الموقع

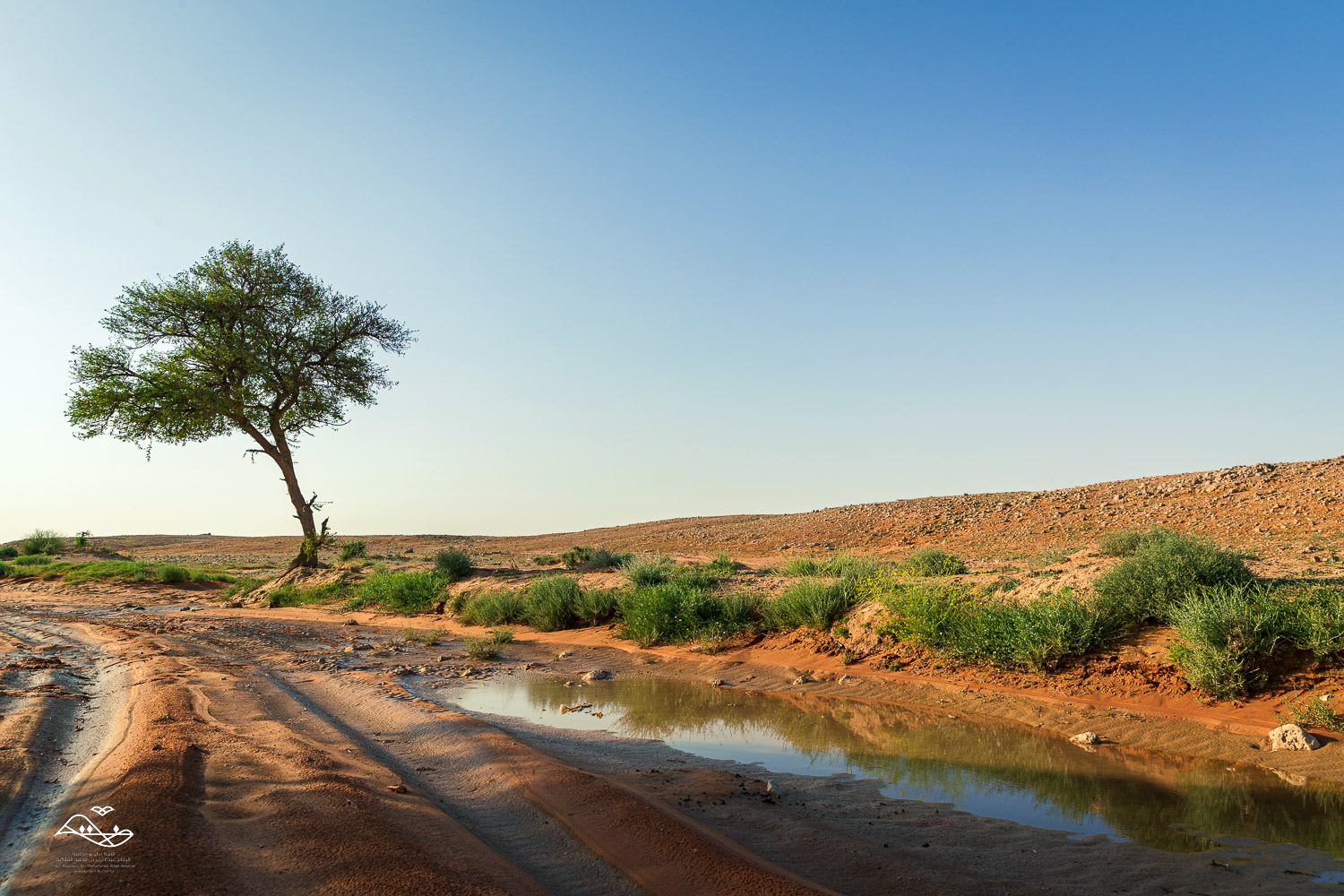

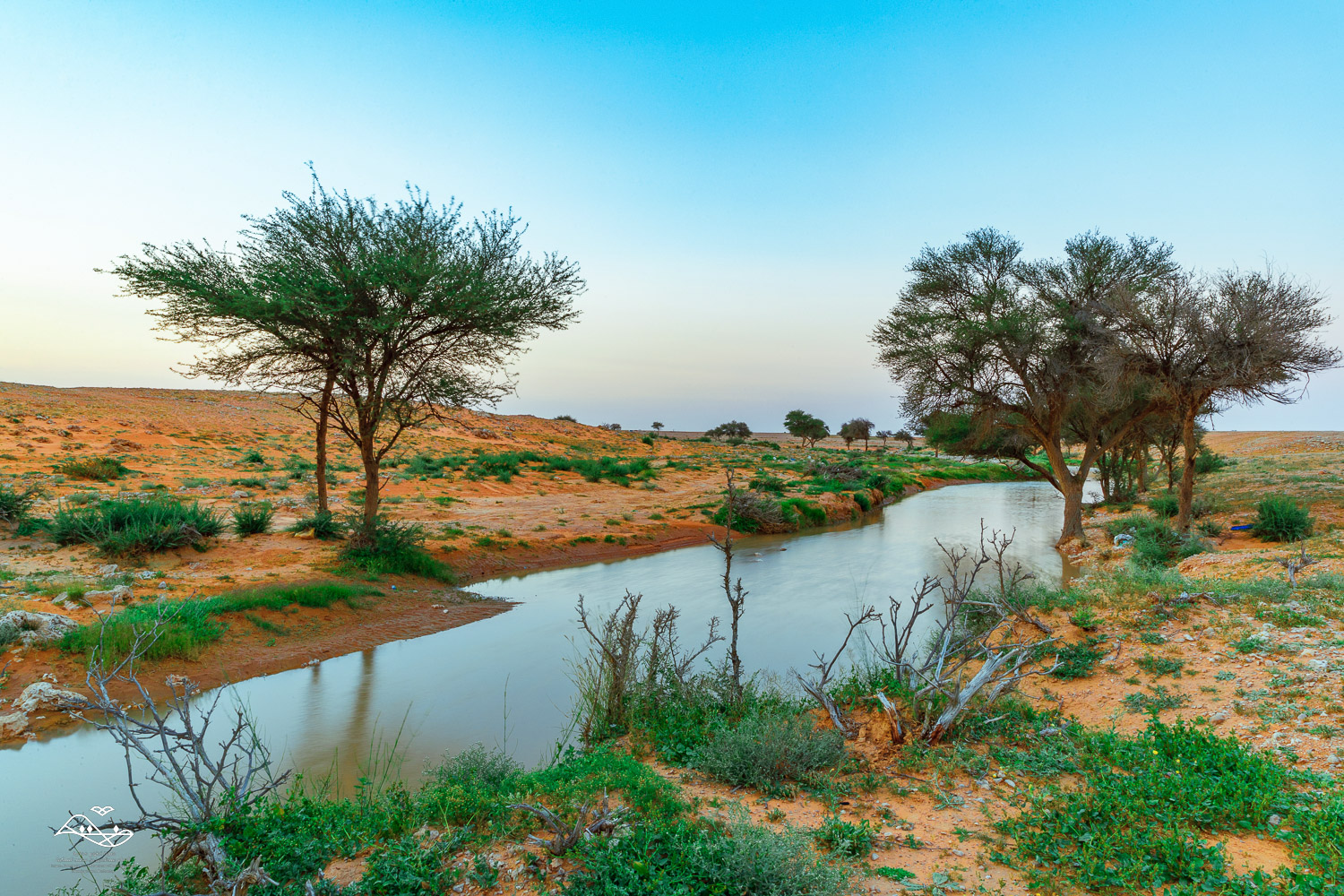

تقع الأجزاء الوسطى والسفلى من حوض وادي الخويش ضمن حدود محمية الإمام عبد العزيز بن محمد الملكية، بينما معظم أجزاءه العليا تكون خارج المحمية، خاصة في حوض وادي خويش العطشان، ومن الناحية الإدارية تشكل اراضي حوضه جزء من محافظة رماح في المملكة العربية السعودية. ويصرف حوض وادي الخويش منطقة جغرافية مستطيلة تمتد من الجنوب الغربي إلى الشمال الشرقي، ويحده من الشمال الغربي حوض وادي السعيرة وأعالي حوض شعيب لبجة وهما من روافد وادي المساجدي، ويحده من الجنوب الشرقي حوض وادي وثيلان. وتبدأ منابع وادي الخويش عند خط طول 46.991588 درجة شرقا ودائرة عرض 25.093376 درجة شمالا، وذلك من أرض مرتفعة نسبيا تمر فيها خطوط تقسيم المياه لأحواض التصريف المتجاورة، والتي تقع إلى الشرق من فيضة المجلس بمسافة تقارب 1كم. وبشكل عام يتجه المجرى الرئيسي لوادي الخويش من الجنوب الغربي نحو الشمال الشرقي، ويصب في فيضة الخويش عند خط طول 47.285587 درجة شرقا ودائرة عرض 25.340087 درجة شمالا. 

## وادي الخويش
يعد وادي الخويش من الأودية الرئيسية التي تصرف سيول العرمة، وتصب في أراض منخفضة ومغلقة تقع إلى الغرب من رمال الدهناء، ولوادي الخويش رافدين رئيسيين هما وادي خويش الريان في الشمال ووادي خويش العطشان في الجنوب، وهذين الرافدين متوازيين تقريبا، وتفصل بين مجرييهما مسافة في المتوسط تساوي حوالي 5كم. وبعد التقاء الفرعين الرئيسيين لوادي الخويش يتجه وادي الخويش نحو رمال الدهناء وينتهي في فيضة الخويش التي تمثل الجزء الجنوبي من روضة خريم. وتقع الأجزاء الوسطى والسفلى من حوض وادي الخويش ضمن حدود محمية الإمام عبد العزيز بن محمد الملكية، بينما معظم أجزاءه العليا تكون خارج المحمية، خاصة في حوض وادي خويش العطشان، ومن الناحية الإدارية تشكل اراضي حوضه جزء من محافظة رماح في المملكة العربية السعودية. ويصرف حوض وادي الخويش منطقة جغرافية مستطيلة تمتد من الجنوب الغربي إلى الشمال الشرقي، ويحده من الشمال الغربي حوض وادي السعيرة وأعالي حوض شعيب لبجة وهما من روافد وادي المساجدي، ويحده من الجنوب الشرقي حوض وادي وثيلان. وتبدأ منابع وادي الخويش عند خط طول 46.991588 درجة شرقا ودائرة عرض 25.093376 درجة شمالا، وذلك من أرض مرتفعة نسبيا تمر فيها خطوط تقسيم المياه لأحواض التصريف المتجاورة، والتي تقع إلى الشرق من فيضة المجلس بمسافة تقارب 1كم. وبشكل عام يتجه المجرى الرئيسي لوادي الخويش من الجنوب الغربي نحو الشمال الشرقي، ويصب في فيضة الخويش عند خط طول 47.285587 درجة شرقا ودائرة عرض 25.340087 درجة شمالا. ويبلغ طول مجراه الرئيسي من منبعه إلى أن يصب في فيضة الخويش حوالي 50كم. وتوجد آبار الحفائر الأثرية في الأجزاء العليا من مجرى فرعه الرئيسي وادي خويش الريان. ويظهر من صور قوقل ماب أن حوض وادي الخويش يتكون من أرض تكثر فيها التلال، وأن الفروع فيه قصيرة وضيقة نسبيا، وتلتقي مجاري المياه في حوضه بزوايا حادة معطية بذلك نمطا شجريا واضحا، ويتضح من الصور أيضا أن التعرجات في المجرى الرئيسي للوادي في أغلبها خفيفة الإنحناء. ويظهر من الصور أيضا أن حوض وادي الخويش يحتوي على غدران كثيرة، وتعد هذه الغدران من مناهل المياه الموسمية في العرمة لأنها تحتفظ بكميات من مياه السيول لعدة أشهر في مواسم سقوط الأمطار. كما أن صور قوقل ماب تظهر وجود أشجار كبيرة على جوانب مجاري المياه في حوض وادي الخويش، ويلاحظ أن كثافة وتركيز الأشجار تزداد بالقرب من الغدران الموجودة فيه.